# Institut français du Japon - Yokohama
L' Institut français du Japon - Yokohama (アンスティチュ・フランセ横浜) est un établissement à autonomie financière français à l'étranger placé sous tutelle du Ministère de l’Europe et des affaires étrangères. 
Il a été créé en 1990 dans l’arrondissement de Naka-ku à Yokohama. L’Institut français du Japon - Yokohama est une antenne de l’Institut français du Japon dont font également partie l’Institut français du Japon - Tokyo, l’Institut français du Japon - Kansai, l’Institut français du Japon - Kyushu, l’Institut français du Japon - Okinawa et la Villa Kujoyama.

## Histoire
En 1986, le projet d'ouvrir un Institut franco-japonais dans la ville de Yokohama voit le jour grâce à la volonté de Pierre Mallet, directeur adjoint de l’Institut franco-japonais de Tokyo, de délocaliser des activités pédagogiques à Yokohama afin de toucher de nouveaux publics. L'Institut franco-japonais de Tokyo envoyait à cette époque un de ses enseignants donner régulièrement des cours de français langue étrangère à la mairie de Yokohama.
En 1988, des contacts officiels sont établis entre l'Institut franco-japonais de Tokyo et le Bureau des Affaires Internationales de Yokohama qui manifestent alors un intérêt pour l’initiative. L'Institut franco-japonais de Tokyo présente un projet d'antenne annexe à Yokohama devant permettre d'accueillir 200 apprenants de français langue étrangère au Ministère français des Affaires étrangères et une convention est signée en 1989 entre la mairie de Yokohama et l’Institut franco-japonais de Tokyo, représenté alors par Christian Saglio. Le 11 mai 1990, Hidenobu Takahide, maire de Yokohama et Bernard Dorin, ambassadeur de France inaugurent les 300m² de l’Institut franco-japonais de Yokohama qui accueille déjà 250 étudiants.
En mai 2005, à l’occasion du 15e anniversaire de l’Institut franco-japonais de Yokohama, l’ambassadeur de France Bernard de Montferrand et Hiroshi Nakada, maire de Yokohama, inaugurent un étage supplémentaire, signe du développement de l’établissement. Le réaménagement de l’étage de réception à l’été 2006 parachève la rénovation de l'établissement qui dispose ainsi de locaux ouverts et disponibles pour y apprendre le français langue étrangère, assister à des rencontres culturelles et échanger des idées.
Conformément à la volonté de Hiroshi Nakada, maire de Yokohama, de faire de sa ville un lieu de référence pour la culture, accompagné par le Ministère des Affaires étrangères français qui a nommé en septembre 2005 Philippe Laleu au poste de direction de l'Institut français du Japon - Yokohama, cette institution devient le lieu de référence des échanges culturels franco-japonais à Yokohama.
Depuis 2005, le Mois de la France a lieu chaque année en juin à l’initiative de la municipalité. Dans ce contexte, l’Institut français du Japon - Yokohama est amené à s’affirmer comme l’un des acteurs-clefs de la vie culturelle, jouant un rôle non seulement de coorganisateur de manifestations et d'évènements, mais aussi de conseiller et d'interlocuteur en matière de culture.
En 2010, année du 20e anniversaire de l'Institut français du Japon - Yokohama, le Bureau du Tourisme et des Conventions de Yokohama a confié à l’établissement l’ensemble de la coordination de la manifestation. À la cérémonie d’ouverture du festival s’est déroulée la première rencontre officielle entre Philippe Faure, l’ambassadeur français au Japon et Fumiko Hayashi, maire de Yokohama.
Le 1er septembre 2012, l’antenne de l’Institut franco-japonais de Tokyo à Yokohama devient l’un des établissements de l'Institut français du Japon, abandonne sa dénomination d'Institut franco-japonais de Yokohama et prend le nom d’Institut français du Japon - Yokohama. Les relations avec la ville de Yokohama s’intensifient, et l’ambassadeur de France Christian Masset rencontre Fumiko Hayashi, maire de Yokohama, à l’occasion de l’ouverture de la première triennale de danse à Yokohama.
Une tradition d’ouverture sur le monde et d’accueil, associée à une politique municipale de redynamisation urbaine par la culture, impliquant secteurs privé et public, offrent à l’Institut français du Japon - Yokohama un contexte particulièrement favorable à ses activités à Yokohama.
En 2018, le Festival du Film Français au Japon fait son grand retour à Yokohama pour sa vingt-sixième édition après une éclipse de 13 ans. L’Institut français du Japon - Yokohama s’associe pour l’occasion à Gaumont pour organiser dans le cadre du Mois de la France une exposition rétrospective sur l’histoire du cinéma à travers celle de la société Gaumont.
En 2020, l’Institut français du Japon - Yokohama célèbre son 30e anniversaire dans le contexte de la crise de la Covid-19 et doit suspendre ses activités en raison de l’état d’urgence sanitaire décrété au Japon en avril,,. Le Mois de la France 2020 est annulé et les cours de français langue étrangère interrompus un temps, avant de reprendre sous la forme de cours en ligne, une première depuis la création de l’établissement. L'artiste Laurence Bentz est désignée pour concevoir le logo du 30e anniversaire de l'Institut français du Japon - Yokohama.
L’Institut français du Japon - Yokohama, qui compte un millier d’apprenants annuels et réalise 3000 inscriptions dans ses cours chaque année, bénéficie de l’aide financière de la municipalité pour développer des activités culturelles en partenariat avec les institutions publiques et privées de la ville et du département (musées, universités, associations, etc.)

### Directeurs successifs de l’Institut français du Japon – Yokohama
- Francis Maizières (1990-1995)[8]
- Alain Ramette (1995-1999)[9]
- Fabrice Le Quintrec (1999-2001)
- Yves Letournel (2001-2003)
- Anne-Marie Rousseau (2003-2005)
- Philippe Laleu (2005-2010)[10]
- Rebecca Lee (2010-2014)
- Juliette De Charmoy (2014-2017)
- Xavier Person (2017-2021)

### Directeurs des cours successifs de l'Institut français du Japon - Yokohama
- Anne-Marie Rousseau (2005-2006)
- Stéphane Orivel (2006-2008)
- Eva Martin (2008-2019)[11]
- Guillaume Delavenay (2019-2021)

## Missions

### Enseignement du français
L’Institut français du Japon - Yokohama propose un enseignement du français langue étrangère pour tous les niveaux et tous les âges. Les cours sont aussi bien destinés à l’apprentissage de la langue française qu'à divers aspects de la culture française avec une offre pédagogique évoluant chaque trimestre. Le public est majoritairement constitué d'apprenants japonais francophiles ou francophones.

### Centre d'examens
L’Institut français du Japon - Yokohama est un centre d’examens pour le diplôme d'études en langue française (DELF), le diplôme approfondi en langue française (DALF), le test de connaissance du français (TCF), ainsi qu’un centre d’examens universitaires pour des étudiants résidant au Japon et suivant des cursus à distance dans des établissements français d’enseignement supérieur.

### Activités culturelles et artistiques
L’Institut français du Japon - Yokohama promeut la culture française et les échanges culturels franco-japonais au sein de la ville de Yokohama à travers plusieurs types et formats d’activités : événements organisés dans les murs de l’établissement (conférences, débats, rencontres littéraires et fêtes françaises) ; projets hors les murs (expositions, concerts, danse, cinéma, séminaires gastronomiques, etc.) menés en partenariat avec des espaces culturels comme Zou-No-Hana Terrace (ja) (象の鼻テラス), Yokohama Redbrick Warehouse No.1 (en) (横浜赤レンガ倉庫１号館), l'Université des arts de Tokyo (Campus Bashamichi), le cinéma Jack & Betty, des manifestations artistiques telles que le festival annuel Yokohama Dance Collection ou les triennales de danse et d’art contemporain de Yokohama, des restaurants comme le café de la Presse.
Le principal événement culturel organisé par l’Institut français du Japon - Yokohama est le Mois de la France à Yokohama, festival pluridisciplinaire qui a lieu chaque été de début juin à mi-juillet et auquel ont participé des artistes comme Albin de la Simone, Boulevard des Airs, Camélia Jordana, Alice Kunisue, Laurence Bentz, Barbara Cadet ou Vincent Moon,,,,,,,. L’Institut français du Japon - Yokohama participe chaque année à la sélection et au jury du Prix de l’Ambassade de France au Japon organisé dans le cadre du festival Yokohama Dance Collection, permettant à un jeune chorégraphe d’effectuer une résidence de trois mois au Centre National de la Danse.